# Will Claye
Will Claye, född 13 juni 1991, är en amerikansk friidrottare som tävlar i tresteg.